# 6506 Klausheide
6506 Klausheide è un asteroide della fascia principale. Scoperto nel 1978, presenta un'orbita caratterizzata da un semiasse maggiore pari a 2,3698058 UA e da un'eccentricità di 0,0508920, inclinata di 6,39640° rispetto all'eclittica.